# Atractodes necrix
Atractodes necrix là một loài tò vò trong họ Ichneumonidae.